# مرکز باهیا
مرکز باهیا (به عربی: مرکز الباهیة) یک برج مسکونی در الجزایر است که در وهران، الجزایر واقع شده‌است.